# Berberis papillifera
Berberis papillifera är en berberisväxtart som först beskrevs av Franchet, och fick sitt nu gällande namn av Emil Bernhard Koehne. Berberis papillifera ingår i släktet berberisar, och familjen berberisväxter. Inga underarter finns listade i Catalogue of Life.